# 台灣分類械鬥
臺灣分類械鬥，閩南語稱其為「拚」，是泛指發生於18世紀至19世紀的在臺灣的不同族群之間的武裝衝突。例如：閩粵械鬥、漳泉械鬥等種類。

## 語源
儘管臺灣族群之間的分類械鬥，早在18世紀中葉以前就已出現，即其是始於朱一貴事件中。不過「分類械鬥」一詞，是於1784年才在文書中正式提到。到了道光年間，它乃成為在官員的奏摺與皇帝的上諭中，常用的專門詞彙。該詞彙，亦是成為清政府的正式用語。
分類械鬥發生原因雖十分複雜，然就事件觸發之原因可分為：
- 乾隆後期的大量移民，由於土地分配，而引發的衝突。如灌溉水權、爭取墾地、建屋蓋廟等。
- 清治官衙控制力薄弱，無法禁絕遏止。
- 清領地方官藉漠視兩方爭鬥甚至分化，造成兩敗俱傷以削減反清力量。[來源請求]
- 同鄉移民聚集地相近，遇與外鄉移民利益衝突，容易聚眾私自逞鬥。
- 不同鄉土神祇或不同拜盟的信仰意識衝突。
- 民風強悍與羅漢腳人數過多。
- 番女婿承襲平埔族與漢人間之土地糾紛歷史，而演變成「漢人內鬥」。

## 種類
台灣分類械鬥約略可分為漳泉械鬥、閩粵械鬥、縣里械鬥、異姓械鬥、同姓宗族械鬥、頂下郊拼、職業團體械鬥等，大部分的械鬥皆是文化差異及資源爭奪所引起。

## 重大事件發生地點與年份

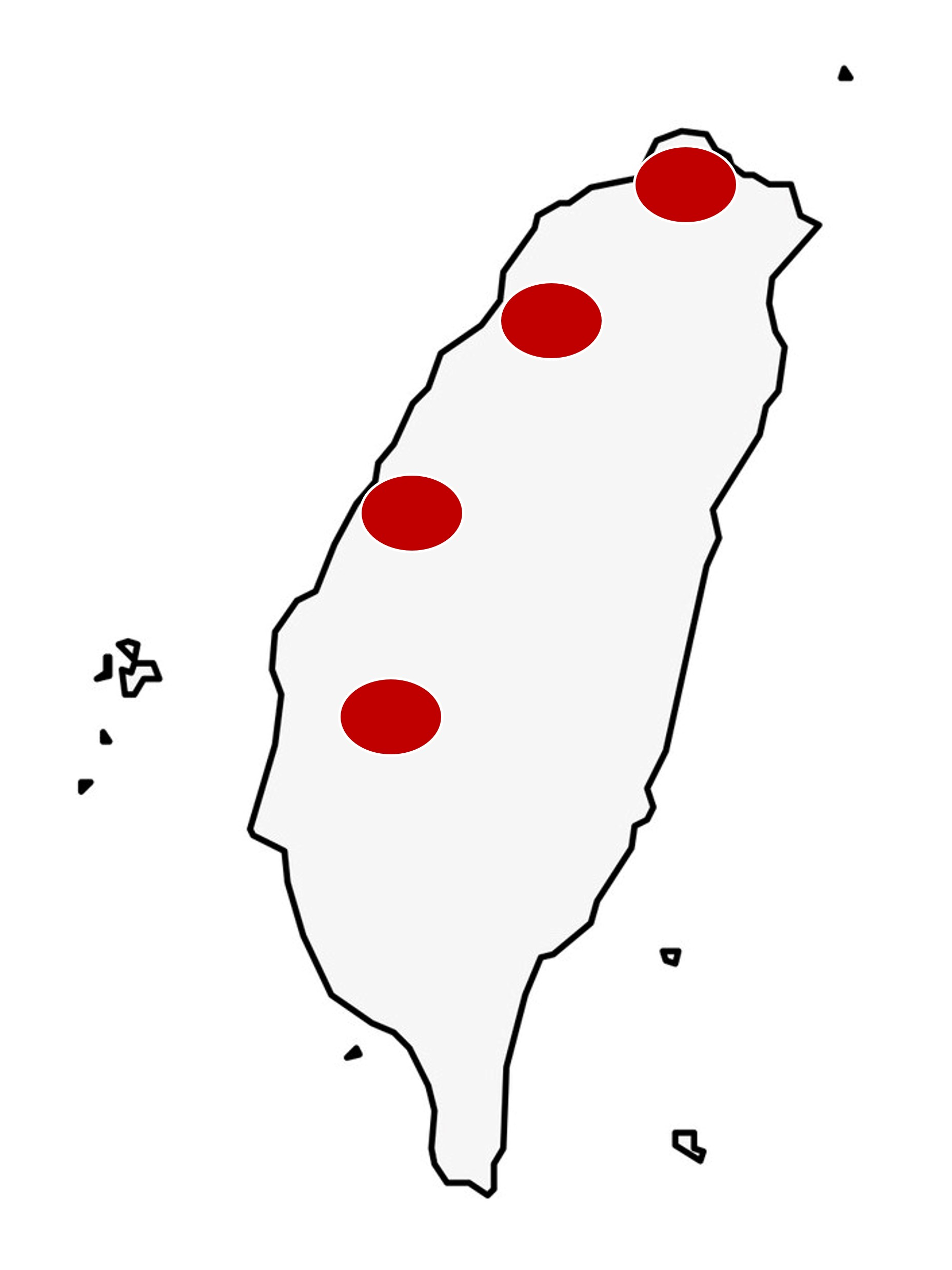
分類械鬥較嚴重的地區略圖

### 十八世紀
- 1722年鳳山南路閩粵械鬥
- 1723年鳳山閩粵械鬥（賴君奏案）
  - 閩人鄭章以粵人賴君奏、賴以槐殺其兄弟家屬為由將之雙雙打死，藍鼎元以鄭章未先告官而逕以武力私了，殺抗朱一貴之義民賴君奏，鄭章之罪按律應斬。事見藍鼎元〈諭閩粵民人〉。
  - 鎮壓傀儡番
- 1732年鳳山閩粵械鬥（吳福生案）
- 1734年諸羅蔡魏異姓械鬥（蔡馬益案）
- 1745年（苗栗縣銅鑼）三座厝事件
  - 粵人藍之貴率族人三十餘戶入墾銅鑼，結廬舍於竹仔林（現在的竹森村一帶）。彰化豪強王桂麟（閩籍-福州人?）嫉其有成，向官府偽報藍之貴為匪首，率官兵征剿。餘廬舍三棟，故有「三座厝」之稱。藍之貴等人及時逃走。
- 1751年閩粵械鬥（李光顯案）
  - 首次大規模械鬥，遠因乃朱一貴的部眾以閩籍漳、泉二府為主。而杜君英集團成員的組成則包括了閩籍漳、泉墾民和粵籍使用潮州話的潮州潮陽、揭陽、海陽一地墾民與客籍傭工。整個起事集團後分裂為使用泉漳片的閩籍墾民和使用潮汕片的粵籍墾民二股勢力而形成閩、粵對立。在朱一貴、杜君英相爭之際，下淡水溪即有十三大庄、六十四小莊，包含了閩籍汀州府和粵籍鎮平、平遠、程鄉三縣未附眾起事的客籍墾民，因懼遭戰火波及，遂集結以自保。
  - 台灣知府覺羅四明1757年上任嚴厲控制械鬥。該知府任期至1764年。
- 1751年台灣縣漳泉械鬥
  - 客家人遷至峰仔峙社 （台北、汐止）
- 1768年11月8日岡山汛（岡山）閩粵械鬥（黃教案）
  - 閩人黃教（人名）行竊被通緝，走投無路下藉反清名義抗官並藉機擄掠村莊；清府徵受害各村莊之鄉勇平亂，並調福建水師陸軍5000~6000人來臺協同圍剿。
- 1769年彰化漳泉械鬥
- 1769年鳳山縣閩粵械鬥
- 1775年彰化漳泉械鬥
  - 彰化縣治西門外四里的蕀桐腳莊，疑為謝笑案之誤殖
- 1777年閩粵械鬥
  - 閩粵兩族群爭樹林，粵人落敗遷竹塹。
- 1782年8月~11月彰化嘉義漳泉械鬥（謝笑案）
  - 參與方：南屯、草屯、大里、竹山等地之漳人；鹿港、番仔港等地的泉人
  - 波及地區：笨港、鹽水港、十八重溪、大崎頂等地。
  - 事件延續3個多月，最後由福建水師提督黃仕簡來臺灣鎮壓才結束。
  - 官方報告：斬首者290餘人，流放者320餘人。淡水廳同知焦長發措置失宜，肇啟漳泉互鬥，請旨正法，以昭炯戒。
  - 刑部駁福崧條奏臺灣械鬥匪犯請停發新疆一摺，所駁甚是，已依議行矣。前因積匪猾賊歷年發遣新疆者為數太多，經伊勒圖具奏，仍改發雲、貴、兩廣煙瘴地方。
- 1783年淡水閩粵械鬥（張昂案）
  - 一田二主
  - 粵人張昂以壓地銀未還不肯退租，與新佃戶林雲械鬥
  - 據查張昂等人係死於所謂『山豬鏢』；林雲等人企圖毀屍滅跡終究伏法。
- 1783年諸羅楊姓宗族械鬥（楊光勳案）
  - 楊逞的螟蛉子楊光勳與親生子楊媽世為爭家產，各結「添弟會」、「雷公會」互鬥
  - 引起清廷對於會黨的注意，增派兵員進駐彰化，成為林爽文事件的導火線
- 1783年台北黃泥塘（今桃園縣黃唐村）漳粵械鬥
  - 爭水資源
  - 立「義友塚」
- 1786年楊氏宗族械鬥（楊光勳案）
  - 因楊光勳案確實年分有1783與1786年兩種版本，故分列兩項
- 1786年諸羅黃張異姓械鬥（黃霞案）
  - 爭祖產
- 1786年漳泉械鬥
- 1786年彰化民變（林爽文案）
  - 11月7日林爽文攻陷彰化城，孫景燧等死。12月6日攻陷諸羅城，知縣董啟珽等死。
  - 含漳、泉、粵、平埔族械鬥
- 1787年淡水廳白石湖漳泉粵械鬥
- 1787年彰化閩粵械鬥
- 1788年彰化漳泉械鬥（陳顯案）
  - 陳顯，福建晉江人。藉口朋友遭漳州人蔡山打傷，聚遊民7人報復並搶劫蔡山家財。
- 1789年淡水陳郭異姓械鬥（陳武案）
  - 偷挖蘿蔔
- 1789年淡水紀姓械鬥（紀四案）
  - 水手衝突
- 1789年黃氏異姓械鬥（黃霞事件）
- 1789年嘉義李陳異姓械鬥（李同案）
  - 債務糾紛
- 1790年彰化泉籍與漳粵械鬥（張標案）
  - 漳人張標欲復興天地會以抗泉人。官方判決斬首28人，八人流放黑龍江。
- 1791年徐氏異姓械鬥（徐祥伯案）
- 1791年沈氏異姓嘉義械鬥（沈川案）
- 1791年黃姓宗族械鬥（黃成案）
- 1791年彰化漳泉械鬥
- 1796年林氏異姓械鬥（林春桂案）
- 1797年蛤仔難（噶瑪蘭）泉粵械鬥

### 十九世紀初
- - 爭墾地
- 1802年蛤仔難漳泉械鬥（吳化）
- 1806年漳泉新竹械鬥
- 1806年漳泉鹿港械鬥
- 1806年中港溪閩粵械鬥（苗栗縣）
  - 竹南、頭份分治
- 1806年後龍鎮漳泉械鬥
  - 泉籍輸，死四百餘人
- 1806年轎夫職業鹿港械鬥
  - 職業團體械鬥
- 1808年淡水廳漳泉械鬥
- 1809年漳泉台北械鬥
- 1809年漳泉彰化械鬥（黃紅案）
  - 捉姦
- 1809年蛤仔難（噶瑪蘭）漳泉粵番械鬥
  - 漳人奪平埔族阿里史社的羅東
- 1816年台灣縣挑夫同姓械鬥（蔡攤案）
  - 職業團體械鬥
- 1816年淡水廳閩粵漳泉械鬥
- 1826年漳粵彰化嘉義械鬥（彰化溪州李通事件，只因竊豬，彰化縣志）
  - 住在員林的客家人被迫遷徙至彰化埔心。
- 閩粵張黃竹南械鬥 （李通事件波及）
- 1826年噶瑪蘭（宜蘭）閩粵械鬥（吳集光案）
- 1826年8月粵人黃斗奶致賽夏收復中港
  - 黃祈英又名黃斗奶，娶頭目樟加禮之女為妻，促成客家人大舉遷入中港溪並與原住民族群通婚。因不滿閩粵械鬥中客家人常受其害，導賽夏族人收復中港。
- 1830年台北盆地閩粵二族因爭地盤發生械鬥。
- 1830年和興福興挑夫宜蘭械鬥（林瓶案）
  - 職業團體械鬥
- 1832年11月22日嘉義閩粵械鬥（張丙案）
- 1832年南崁、龍潭坡閩粵械鬥
- 1833年彰化、淡水閩粵械鬥
  - 張丙案之延續，名為械鬥實為反清。
- 1834年閩粵台北、淡水廳（新竹市）興直堡、八里坌械鬥
- 1834年閩粵銅鑼、公館械鬥 （苗栗縣）
  - 受淡水廳閩粵分類械鬥波及
- 1840年新莊閩粵械鬥
  - 促使客家人移居桃園、新竹，死者被奉祀在新莊大眾廟。
- 1841年鳳山閩粵械鬥（陳冲案）
- 1841年秋季，淡水龜崙口泉人互鬥
- 1844年彰化漳粵械鬥（陳結案）
- 1844年彰化漳泉械鬥
- 1844年台北漳泉械鬥
- 1846年漳泉械鬥
- 1846年鳳山械鬥
- 1847年台中縣大甲漳泉械鬥
  - 漳人退居山線
  - 班兵械鬥
- 1847年鳳山閩粵械鬥

### 十九世紀末
- 1850年漳泉台北械鬥
- 1850年嘉義、北港漳泉械鬥（王湧案）
- 1850年宜蘭漳泉械鬥
- 1850年~1851年霧峰林文察、林媽盛同姓械鬥
  - 林媽盛綁架撕票，林文察為父報仇
- 1851年葫蘆墩（豐原）、大甲、士林漳泉械鬥
  - 林本源家族拓墾大嵙崁
- 1851年轎夫職業台南府城械鬥
  - 職業團體械鬥
  - 1852年淡北漳泉械鬥
- 1853年鳳山閩粵械鬥（林恭案）
- 1853年東螺堡械鬥
- 1853年漳泉台北新竹宜蘭械鬥
- 1853年台北閩粵械鬥
- 1853年泉人同籍互鬥，泉州三邑與同安等四個縣械鬥 （與粵籍四縣腔無關）
  - 頂下郊拼
  - 於淡水廳新莊、艋舺、八甲莊
  - 位於新莊街之"艋舺縣丞署"被毀 （客家人已於1840年械鬥退出新莊）
- 1853年板橋陳林異姓漳泉械鬥（林本源案）
  - 職業團體械鬥
- 1853年8月苗栗縣漳、泉、四縣分類械鬥
- 1854年（苗栗縣）竹南中港，田羅慶二、賴得六因爭奪牛隻引起閩粵械鬥
  - 釀成（桃園市）中壢閩粵械鬥
- 1855年淡水廳北部漳泉械鬥
- 1859年7月台北枋寮街大火引起械鬥
  - 1859年漳州同安兩籍苗栗械鬥 （台北械鬥，因均屬淡水廳，故誤植入苗栗縣史）
  - 艋舺泉州人以滬尾（淡水區）黃龍安（號亞蘭）為首率艋舺、新莊、坪頂、和尚洲、港仔墘、溪洲、加蚋仔各街莊泉人豪勇三千餘人攻漳州人大本營枋橋林本源家族。
  - 港仔嘴（板橋江翠、埔墘）、瓦窯（今中永和交界處）及加蚋仔（今台北萬華雙園）等莊，均付之一炬。
  - 枋橋之漳人聚眾反攻泉人，械鬥禍及芝蘭（今士林）二堡
  - 漳人八芝蘭（士林）村莊全燬，退居芝山岩避難。導致八芝蘭重建。
  - 1860年漳人大破新莊、西盛
- 1860年新莊漳泉械鬥
- 1861年雲林廖李鍾西螺三姓械鬥
- 1861年淡水漳泉械鬥（林國芳案）
- 1862年4月15日淡水廳漳籍與泉粵械鬥（戴萬生案）
  - 官方清剿天地會餘黨失利所致。戴萬生被擒後凌遲處死。
  - 淡水同知秋曰覲遇害。大甲巡檢署被燬。
- 1862年蘇黃異姓台北械鬥，為林占梅所平
  - 北門外大稻埕
- 1865年漳泉嘉義械鬥
  - 泉州漳州各居北港街與新港街。
- 1865年宜蘭陳林李三姓械鬥
  - 賭博
  - 陳姓欲居中調解遭捲入
- 1865年羅東西皮福祿械鬥
  - 職業團體械鬥
  - 相關諺語：『西皮倚官，福祿逃入山。』『西皮濟不如福路齊』『豆腐陣拼蕃薯舍』『豆腐刀削蕃薯皮』『金蠅捻翅做蔭漬（豆豉） 海蚋仔拗腳變豆乳』
- 1873年溪湖鎮縣里械鬥
- 1875年鳳山閩粵械鬥
- 1876年粵人同姓（苗栗縣）銅鑼公館械鬥（吳琳芳 與 吳阿來 對拼）
  - 客家人同籍分莊
  - 番割（民間負責與原住民族群交涉之人，相當於通事但非官方人員）邱苟勾引生番於貓裡溪頭內山殺人，欲據此地為己有。同治三年，初租與吳姓，每年百餘圓。同治四年復又改租與英屬寶順洋行，每年千餘圓，致吳姓糾眾與寶順洋行互控相爭幾乎釀成巨案。同治九年二月掣拿邱苟到案，一訊具伏，詳請委員覆訊，就地正法。此地照舊封禁。
  - 吳阿來（原籍惠州）與吳琳芳（原籍嘉應，舊屬潮州）兩家族爭水資源及浮油（磺油）井（出礦坑）而械鬥。因吳阿來以石頭斷絕水源引起公憤，遂敗，械至竹塹斬首於市曹示眾。復疑似因官府偏袒吳琳芳等人，故史料多罵吳阿來為匪類。傳聞吳阿來天生跛腳，據以為可能是小兒麻痺。
- 1881年鳳山林姓宗族內鬥（林克賢案）
- 1882年閩人陳吳異姓學甲（台南）械鬥
- 1882年淡水閩粵械鬥（林汝梅案）
- 1883年閩人林姓同姓異族鳳山械鬥
  - 疑與林克賢案同
- 1883年閩粵鳳山械鬥
- 1885年嘉義閩人黃氏宗族械鬥
- 1886年噶瑪蘭西皮福祿同業械鬥
  - 職業團體械鬥
- 1887年宜蘭城西門外西皮福祿同業械鬥，為林鳳章所平
  - 職業團體械鬥
- 1888年閩人異姓嘉義械鬥
- 1894年台南黃姓同姓械鬥

以下為彰化縣溪湖鎮械鬥史，確實年分可查者已列於上，年分不詳者茲述如下：
- 乾隆末年–黃姓家族內鬥，黃學孔由西湖竹圍仔牽至埔心鄉二重村
- 嘉慶年間
  - 客籍巫姓與泉籍陳姓械鬥，巫姓敗走，一部分牽至埔心大溝尾（大華村），一部分入南投埔里、魚池
  - 頂寮巫楊械鬥，勝負不分
  - 三塊厝泉粵械鬥，粵人敗走，泉人佔據霖肇宮
  - 埔心粵人與巫姓泉人械鬥，粵人守住西圳溝以東
- 道光年間
  - 埔鹽泉人與中竹韶安籍黃姓械鬥，埔鹽鄉大廉村十三戶客家人被滅，中竹黃姓守住。傳聞有大安宮三山國王顯靈，一說則指為五顯大帝顯靈助黃姓。
  - 頂寮巫陳械鬥，頂寮、埔里、魚池三巫敗陳

## 影響
- 財產生命損失：之所以稱「械鬥」，乃指這類型衝突動用的武器通常是致人於死的刀械。雖然在法治約束下，縱火燒產，破壞屋垣情形比殺人情事較為常見，但是一場中大型械鬥下來，傷亡嚴重可說難以避免。而不論是財產或生命的損失，對於當時社會都造成無法估計的戕害。

- 族群遷徙及同化：台灣在開發初期泉、漳、客和原住民也都呈現雜居狀態，經過長期械鬥之後，各語群發生大遷徙，同語群聚居一處，才出現比較明顯各分畛域的現象。械鬥發生後，勝利者常常霸佔落敗一方的房屋，並將其廟宇改換祀神、信仰。為了平息紛爭或避禍，人口數量較少的落敗一方，通常遷徙到位置較不好的遠地村莊，或者漸次與勝利者同化作為因應。部分因經商導致逐漸提高身分地位的粵籍客家人，常以隱藏自己語言習慣來避禍。一方面，也促成中立的平埔族遷徙或加速漢化。

- 劃清地界自我設限：械鬥之後，各族為了防衛與預防再度發生事端，通常會加強各種工事。（例如新八芝蘭的類似城堡街道）這種族群間的對立，造成經濟與文化交流的更加困難。這情形，經19世紀末許多地方士紳努力，才漸次有所改善。不過到如今，族群意識仍多少還是受其影響。[來源請求]

- 官方法制威信盡失：因為械鬥過程中，清朝官方做的最多只是辦理控制規模與預防民變角色。致使民眾不再相信衙門、法律，也因此社會守法觀念始終無法提昇。這種現象，直到台灣日治時期在台灣總督府全面嚴格執法下，才略有改善。[來源請求]

## 文學作品
臺灣作家李喬，曾經撰寫以閩粵械鬥為背景的《咒之環：幽情三部曲Ⅰ》與《散靈堂傳奇：幽情三部曲Ⅲ》兩部小說。